# Keiya Shiihashi
Keiya Shiihashi (椎橋 慧也?, Shiihashi Keiya; Funabashi, 20 giugno 1997) è un calciatore giapponese, centrocampista del Nagoya Grampus.

## Statistiche

### Cronologia presenze e reti in nazionale
| Cronologia completa delle presenze e delle reti in nazionale ― Giappone under 23 | Cronologia completa delle presenze e delle reti in nazionale ― Giappone under 23 | Cronologia completa delle presenze e delle reti in nazionale ― Giappone under 23 | Cronologia completa delle presenze e delle reti in nazionale ― Giappone under 23 | Cronologia completa delle presenze e delle reti in nazionale ― Giappone under 23 | Cronologia completa delle presenze e delle reti in nazionale ― Giappone under 23 | Cronologia completa delle presenze e delle reti in nazionale ― Giappone under 23 | Cronologia completa delle presenze e delle reti in nazionale ― Giappone under 23 |
| Data                                                                             | Città                                                                            | In casa                                                                          | Risultato                                                                        | Ospiti                                                                           | Competizione                                                                     | Reti                                                                             | Note                                                                             |
| -------------------------------------------------------------------------------- | -------------------------------------------------------------------------------- | -------------------------------------------------------------------------------- | -------------------------------------------------------------------------------- | -------------------------------------------------------------------------------- | -------------------------------------------------------------------------------- | -------------------------------------------------------------------------------- | -------------------------------------------------------------------------------- |
| 23-3-2018                                                                        | Asunción                                                                         | Venezuela under 23                                                               | 3 – 3 (1 – 4 dtr)                                                                | Giappone under 23                                                                | Amichevole                                                                       | 1                                                                                |                                                                                  |
| 25-3-2018                                                                        | Asunción                                                                         | Paraguay under 23                                                                | 2 – 1                                                                            | Giappone under 23                                                                | Amichevole                                                                       | -                                                                                | 26’                                                                              |
| 28-5-2018                                                                        | Vitrolles                                                                        | Turchia under 23                                                                 | 2 – 1                                                                            | Giappone under 23                                                                | Torneo di Tolone 2018 - 1º turno                                                 | -                                                                                | 78’                                                                              |
| 7-6-2018                                                                         | Carnoux-en-Provence                                                              | Giappone under 23                                                                | 1 – 0                                                                            | Togo under 23                                                                    | Torneo di Tolone 2018 - Play-off 7º posto                                        | -                                                                                |                                                                                  |
| 1-6-2019                                                                         | Aubagne                                                                          | Inghilterra under 23                                                             | 1 – 2                                                                            | Giappone under 23                                                                | Torneo di Tolone 2019 - 1º turno                                                 | -                                                                                | 42’                                                                              |
| 4-6-2019                                                                         | Salon-de-Provence                                                                | Giappone under 23                                                                | 6 – 1                                                                            | Cile under 23                                                                    | Torneo di Tolone 2019 - 1º turno                                                 | -                                                                                | cap. 64’                                                                         |
| 12-6-2019                                                                        | Aubagne                                                                          | Giappone under 23                                                                | 2 – 2 dts (5 – 4 dtr)                                                            | Messico under 23                                                                 | Torneo di Tolone 2019 - Semifinale                                               | -                                                                                | 70’                                                                              |
| Totale                                                                           |                                                                                  | Presenze                                                                         | 7                                                                                |                                                                                  | Reti                                                                             | 1                                                                                |                                                                                  |